# Controvérsia dos Três Capítulos
A Controvérsia dos Três Capítulos, uma das fases da controvérsia calcedônia, foi uma tentativa de reconciliar os cristãos ortodoxos orientais das províncias romanas da Síria (Igreja Ortodoxa Síria) e Egito (Igreja Ortodoxa Copta) com a Igreja Ortodoxa, logo após o fracasso do Henótico. 
Os Três Capítulos (τρία κεφάλαια, tría kephálaia) consistiam nas proposições anatemizando:
1. Teodoro de Mopsuéstia e suas obras
2. Algumas obras específicas de Teodoreto de Ciro
3. A carta de Ibas de Edessa para Máris de Calcedônia

## Pano de fundo
Ainda num estágio inicial da controvérsia, as obras incriminadas já passaram a ser chamadas de "Três Capítulos". Por conta disto, dizia-se que os que se recusavam a anatemizá-las estava defendendo os Três Capítulos e que professavam o nestorianismo. E, em oposição, os que defendiam os anátemas eram chamados de heréticos por defendê-los.
No final de 543, início de 544, o imperador Justiniano I proclamou um édito no qual os Três Capítulos foram anatemizados, na esperança de encorajar a ortodoxia oriental a aceitar as decisões do Concílio de Calcedônia e do "Tomo" do Papa Leão I, finalmente trazendo de volta a harmonia religiosa no Império Bizantino. Porém, Evágrio Escolástico (Hist. eccl. IV.38) nos conta que Teodoro Ascidas, o líder dos origenistas, tinha levantado a questão dos Três Capítulos para desviar a atenção de Justiniano da perseguição ao seu próprio grupo. Liberato (Breviarium, xxiv) afirma ainda que Ascidas desejava se vingar da memória de Teodoro de Mopsuéstia, que tinha escrito contra Orígenes. Em sua carta à Vigilio, Domiciano, bispo de Ancira, conta esta mesma história de intriga.
Embora canonistas católicos romanos admitam que erros teológicos - no caso de Teodoro, erros sérios - possam ser encontrados nestas obras, os erros de Teodoreto e Ibas foram principalmente, mas não inteiramente, por conta de uma falha de interpretação da linguagem de Cirilo de Alexandria. Porém, estes erros nada fizeram para facilitar a condenação, pois não havia na época precedentes para lidar de maneira tão dura com a memória de homens que tinham morrido em paz com a Igreja. Facundo, bispo de Hermiane, apontou em sua Defensio trium capitulorum que Cipriano de Cartago tinha também incorrido em erro sobre o rebatismo de heréticos e nem por isso ninguém jamais ousaria anatemizá-lo. A condenação dos "Três Capítulos" foi uma demanda para apaziguar os oponentes do Concílio de Calcedônia, pois tanto Ibas quanto Teodoreto tinham sido depostos por heréticos condenados e ambos foram reconduzidos à função pelo Concílio ao anatemizarem Nestório.

## A assinatura

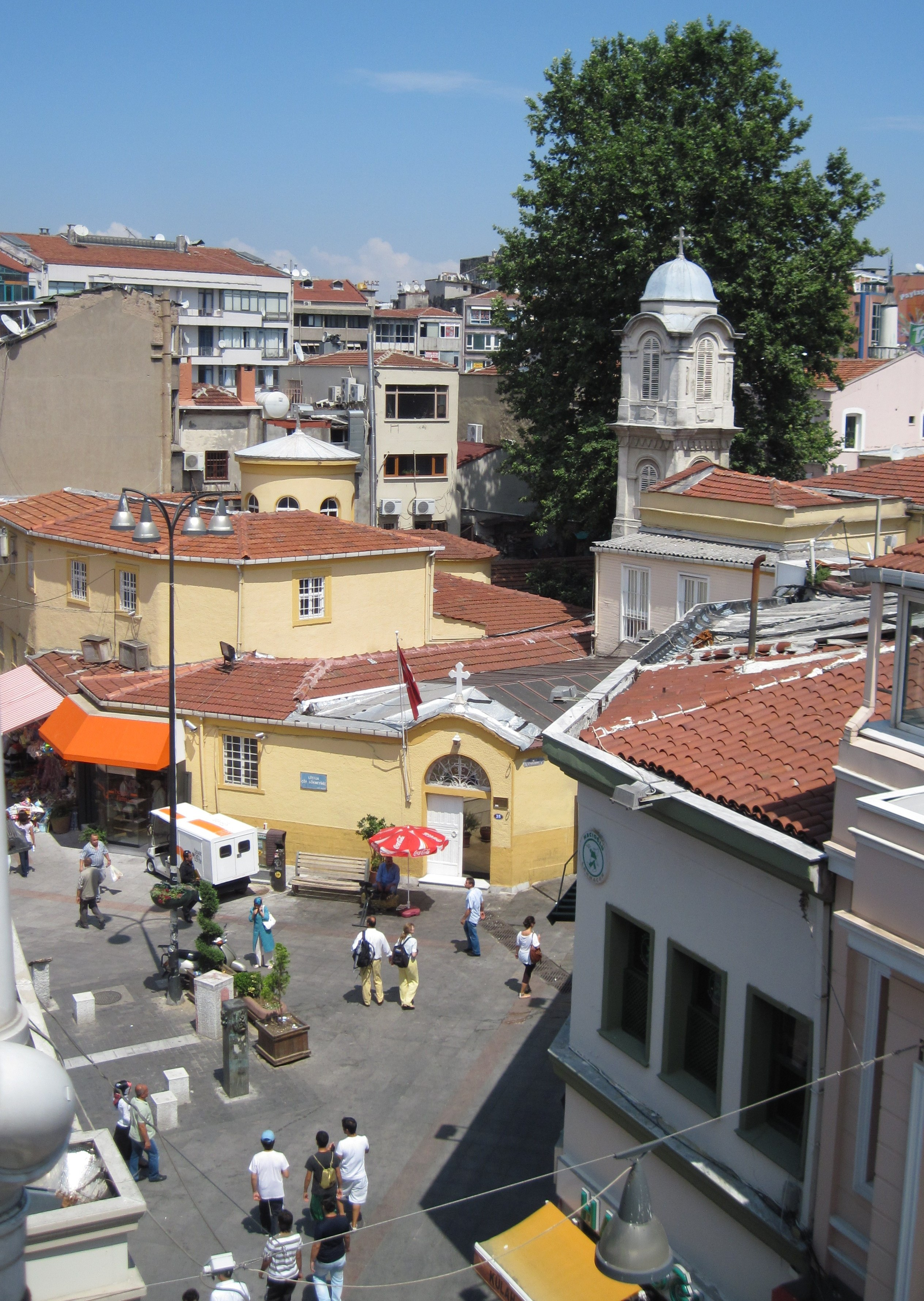
Igreja de Santa Eufêmia, em Calcedônia.

Os principais bispos orientais foram coagidos, após uma curta resistência, a assinarem. Menas, Patriarca de Constantinopla, primeiro protestou que assinar seria equivalente a condenar o Concílio de Calcedônia, mas depois cedeu, afirmando a Estevão, o embaixador (apocrisiário) romano em Constantinopla, que sua assinatura deveria ser retornada para ele se o papa não a aprovasse. Estevão e Dácio, bispo de Mediolano, que estava também na capital imperial, romperam relações com ele. Zoilo, o patriarca grego ortodoxo de Alexandria, Efraim, o patriarca de Antioquia, e Pedro, o Patriarca de Jerusalém também cederam após alguma resistência. Dos outros bispos, os que assinaram foram recompensados, enquanto que os que se negaram foram depostos ou tiveram que "se esconder" (Liberato, Brev., 24; Facundus, Def., II, 3 and Cont. Moc.).
Enquanto a resistência dos bispos gregos desmoronava, os do mundo latino, como Dácio e Facundo, que estavam em Constantinopla, permaneceram firmes. A atitude geral pode ser representada por duas cartas que chegaram até nossos dias. A primeira, de um bispo africano chamado Pontiano, na qual ele tenta convencer o imperador a retirar a condenação aos Três Capítulos, sob o argumento de que sua condenação atingia em cheio o Concílio de Calcedônia. A outra é de um diácono cartaginês chamado Ferrando. Sua opinião como um canonista erudito fora solicitada pelo diácono romano Pelágio (que depois seria papa, nesta época um forte defensor dos Três Capítulos) e por Anatólio. Ele jejuou pensando na epístola de Ibas - se ela fora recebida em Calcedônia, anatemizá-la agora seria condenar o concílio. Um uso ainda mais contundente da benevolência do concílio em relação à esta epístola foi feita por Facundo em uma das conferências realizadas pelo papa Vigílio antes que publicasse seu Iudicatum. Ele desejava proteger a memória de Teodoro de Mopsuéstia, pois Ibas tinha falado dele em tom condenatório (Cont. Moc.). Quando Vigílio chegou em Constantinopla em janeiro de 547, Itália, África, Sardenha, Sicília e partes da Ilíria e da Grécia, caminho que ele percorreu, estavam ferozmente contra a condenação dos Três Capítulos.
O problema se tornou ainda mais complicado pelo fato de que os bispos latinos, Vigílio entre eles, eram em sua grande maioria ignorantes do grego e, portanto, não conseguiam julgar pessoalmente os escritos acusados. Pelágio II, em sua terceira epístola a Elias, provavelmente rascunhada pelo futuro Gregório I, atribui todo o problema a esta ignorância. Vigílio chegou à Constantinopla muito seguro de suas convicções e seu primeiro passo foi excomungar Menas. Porém, ele deve ter sentido que o seu chão estava sumindo quando lhe deram  traduções de algumas das mais questionáveis passagens dos escritos de Teodoro. Em 548, ele emitiu o seu Iudicatum no qual os Três Capítulos foram condenados, recolhendo-o novamente em seguida quando a tempestade que ele provocou mostrou o quão mal preparados estavam os latinos para julgar a questão. Ele e Justiniano concordaram então em convocar um concílio geral, no qual Vigílio se comprometeu a fazer acontecer a condenação dos Três Capítulos, mas o imperador por sua vez quebrou a sua promessa ao emitir um outro édito condenando os Capítulos. Vigílio teve que pedir santuário por duas vezes, primeiro na Basílica de São Pedro e depois na Igreja de Santa Eufêmia, em Calcedônia, de onde ele emitiu uma encíclica descrevendo o tratamento que recebeu. Um acordo foi costurado e Vigílio concordou com um concílio geral, mas logo em seguida retirou seu apoio. Ainda assim, o concílio foi realizado e, após se recusar a aceitar o constitutum de Vigílio, ele condenou os Três Capítulos. Finalmente, Vigílio cedeu, assinou os cânones do concílio e foi libertado. Porém, ele morreu antes de chegar à Itália, deixando ao seu sucessor, Pelágio, a tarefa de lidar com o cisma no ocidente.

## Um cisma no ocidente

Papa Vigílio, protagonista na controvérsia.

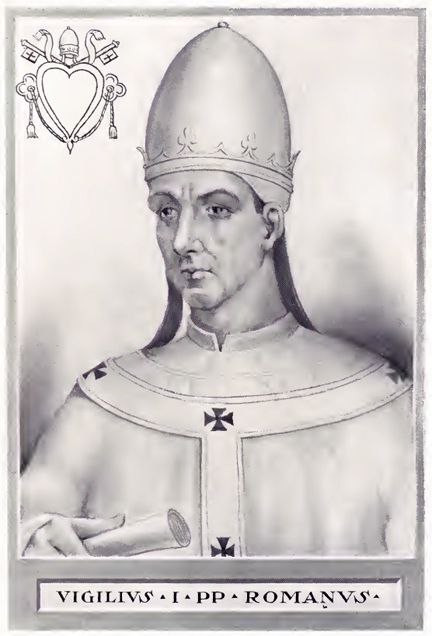
De acordo com o teólogo protestante A. Harnack, o Papa Vigílio, no conflito em torno dos "três capítulos" distinguiu-se como o mais fraco dos papas, constantemente mudando de opinião a favor de conveniência política[94]. Gravura do século XIX.

Os bispos de Aquileia, Mediolano (Milão) e da península da Ístria se recusaram a condenar os Três Capítulos, argumentando que fazê-lo significaria trair Calcedônia. Eles, por sua vez, foram excomungados pelo Concílio. Enquanto isso, uma vez que estes bispos e a maioria de seus sufragâneos estavam prestes a se tornarem súditos dos lombardos em 568 e estavam fora do alcance coercitivo do Exarca bizantino em Ravena, conseguiram manter a sua dissensão.
Porém, o bispo de Mediolano cedeu e entrou em comunhão com Roma após a morte do bispo Fronto, por volta de 581. Como ele tinha fugido dos lombardos para se refugiar em Gênova, seu sucessor, Laurêncio, se tornou dependente dos bizantinos e acabou apoiando a condenação.
Em 568, o cismático bispo de Aquileia tinha fugido para 12 quilômetros ao sul da cidade bizantina de Grado. Os bizantinos o deixaram em paz e o arcebispo Elias, já chamado de patriarca pelos seus sufragâneos, construiu uma catedral dedicada à Santa Eufêmia como uma corajosa afirmação de sua aderência ao cisma, uma vez que foi numa igreja desta mesma santa que ocorreram as sessões do Concílio de Calcedônia. As tentativas do Papa Gregório, o Grande de reconciliação próximas ao final do seu pontificado e, principalmente, através da rainha lombarda, Teodelinda, começaram a surtir algum efeito. Assim, em 606, o sucessor de Elias, Severo, morreu e havia muitos clérigos favoráveis à reconciliação. Os bizantinos os encorajaram a eleger Candidiano que, uma vez eleito, imediatamente restaurou a comunhão com Roma. Porém, alguns clérigos mais teimosos não ficaram contentes e, tendo fugido e sob a proteção dos lombardos, elegeram João como um bispo rival que manteria o cisma. Assim. o cisma se aprofundou e tomou nuances políticas com a rivalidade entre os lombardos e os bizantinos. Columbano foi envolvido na primeira tentativa de resolver esta divisão por meio de mediação em 613. O bispo da "velha" Aquileia formalmente terminou o cismo no Sínodo de Aquileia em 698, apenas após os lombardos terem se convertido à Ortodoxia no século VII. A divisão do Patriarcado de Aquileia contribuiu para a evolução do Patriarca de Grado no atual Patriarca de Veneza.

## Efeitos no oriente
Apesar de todos os esforços de Justiniano, seu édito teve efeitos pífios no oriente. Nas décadas seguintes à morte do imperador, os cristãos locais estavam mais preocupados com a sua segurança nas guerras, primeiro contra o ressurgente Império Sassânida e depois contra os árabes muçulmanos, que tomaram controle permanentemente das terras além das Montes Tauro na década de 630. Os cristãos nestas regiões se recusaram a aderiram aos éditos proclamados em Constantinopla e Roma, mantendo ainda suas crenças não calcedônias, ou se converteram ao islamismo.

## Efeitos posteriores
Este evento foi um dos que são geralmente citados para refutar o conceito de Infalibilidade Papal, que afirma que as proclamações oficiais públicas feitas pelo Papa sobre doutrina não contém erros. Porém, a condenação de obras específicas ou pessoas é considerada pela Igreja Católica um assunto de julgamento prudencial e não está sob a infalibilidade.